# Kostel svatého Františka z Assisi (Brno)
Kostel svatého Františka z Assisi je zaniklý římskokatolický chrám v Brně. Byl součástí areálu tamního původního kapucínského kláštera, který se nacházel na předměstí.

## Historie
Brněnský klášter byl nejstarším kapucínským konventem na Moravě a druhým nejstarším v českých zemích. Řád přivedl do Brna olomoucký biskup, kardinál František z Ditrichštejna, který byl jejich velkým podporovatelem. Bratři začali stavět svůj klášter na předměstí před hradbami, pravděpodobně v místech před Měnínskou bránou, i když některé prameny dům situují před bránu Židovskou. Stavba konventu s kostelem byla zahájena 4. dubna 1604 vztyčením kříže a postupovala velmi rychle. Již o dva roky později, 17. července 1606, posvětil kardinál Ditrichštejn kostel svatého Františka z Assisi. S největší pravděpodobností se jednalo o jednolodní bezvěžový kostel, který měl typický styl řádové kapucínské architektury s charakteristickým trojúhelníkovým štítem a dlouhým odsazeným pravoúhlým kněžištěm. V roce 1609 byla v kostele vysvěcena boční kaple Panny Marie. Roku 1642 došlo ke konsekraci dvou bočních oltářů svatého Antonína Paduánského a blahoslaveného Felixe z Cantalice. O rok později poprvé obléhali město Švédové, kteří kapucínský areál využívali k ubytování svých důstojníků, neboť byl mimo dostřel děl na Špilberku. Po jejich odchodu se řádoví bratři na krátký čas vrátili. Když v roce 1645 Švédové táhli k Brnu podruhé, nechal velitel města Louis Raduit de Souches strhnout všechny budovy před městskými hradbami až do vzdálenosti 600 kroků. Tento osud tedy postihl i kapucínský klášter s kostelem.
Kapucíni v Brně zůstali a již na začátku 50. let 17. století si postavili přímo ve městě, tedy uvnitř hradeb, nový klášter s kostelem Nalezení svatého Kříže.